# Ли Хунчжун
Ли Хунчжун (кит. упр. 李鸿忠, пиньинь Lǐ Hóngzhōng; род. август 1956, Шэньян) — китайский политик, член Политбюро ЦК КПК с 2017 года, заместитель Председателя Постоянного комитета Всекитайского собрания народных представителей 14-го созыва (с 10 марта 2023 года).
Ранее глава Тяньцзиньского горкома КПК (2016—2022), глава парткома КПК пров. Хубэй (2010—2016) и её губернатор (2007—2010), глава горкома КПК Шэньчжэня (2005—2007) и его мэр (2003—2007).
Член КПК с 1976 года, член ЦК КПК с 18 созыва (кандидат с 16 созыва), член Политбюро ЦК КПК 19—20 созывов.

## Биография
Окончил истфак Цзилиньского университета (бакалавр истории), где учился в 1978—1982 гг.
В 1975—1978 гг. замглавы ревкома г. Шэньян.
В 1982—1985 годах работал в канцелярии мэрии г. Шэньян.
В 1985—1988 годах работал в канцелярии министерства электронной промышленности.
С 1988 года вице-мэр, в 1995—2000 гг. мэр Хойчжоу, с 1995 года замглавы, в 2000—2001 годах глава горкома КПК.
В 2001—2003 годах вице-губернатор пров. Гуандун.
В 2002—2007 годах член посткома парткома пров. Гуандун.
В 2003—2007 гг. мэр Шэньчжэня и с 2003 года замглавы, в 2005—2007 гг. глава горкома КПК.
С дек. 2007 и. о., в 2008—2010 годах губернатор пров. Хубэй (Центральный Китай), с 2010 года глава её парткома и с 2011 года пред. ПК СНП провинции.
В сентябре 2016 года назначен секретарём (главой) горкома КПК Тяньцзиня.
10 марта 2023 года на 1-й сессии ВСНП 14-го созыва избран заместителем Председателя Постоянного комитета Всекитайского собрания народных представителей.
Причисляется к окружению Цзян Цзэминя.